# Tralla Records
Tralla Records va ser un segell discogràfic independent fundat el 1991 a Barcelona i actiu fins al 2003. La primera referència discogràfica va ser l'àlbum compartit Barcelona explota. Amb el temps va esdevenir la discogràfica de referència de l'escena hardcore punk catalana amb bandes com Pixamandúrries, El Oso Yonki o Último Resorte, així com de l'ska i la música mestissa amb grups com Dr. Calypso, Komando Moriles, Agua Bendita o Trimelón de Naranjus, entre molts d'altres. També va editar bandes internacionals com Ratos de Porão, Bad Manners o Skarface.
Kasba Music va recollir-ne el testimoni uns anys després i va publicar alguns dels últims treballs de Ràbia Positiva o Color Humano, així com el recopilatori Barcelona explota vol. 2: Homenatge a Tralla Records l'any 2011.